# Unfalltyp
Als Unfalltyp bezeichnet die deutsche Unfallforschung den Verkehrsvorgang beziehungsweise die Konfliktsituation, aus der ein Verkehrsunfall entstanden ist. Zusammen mit der Unfallursache, die zum Konflikt führte, beschreibt der Unfalltyp die Entstehungsphase vor dem Schadenseintritt. Um Unfälle zu kategorisieren, werden außerdem die Unfallart zur Beschreibung des aus der Konfliktsituation resultierenden direkten Unfallablaufs sowie die Unfallkategorie zur Beschreibung der schwersten Unfallfolge herangezogen.
Für die Bestimmung des Unfalltyps entscheidend ist allein die Konfliktsituation, die zu dem Unfall führte. Ob und wie Verkehrsteilnehmer kollidiert sind, also die Unfallart, ist für die Bestimmung des Unfalltyps nicht von Bedeutung.
Unfalltypen werden in Form von farbigen Nadeln bzw. Punkten auf Unfallsteckkarten dargestellt.

## Unfalltypen

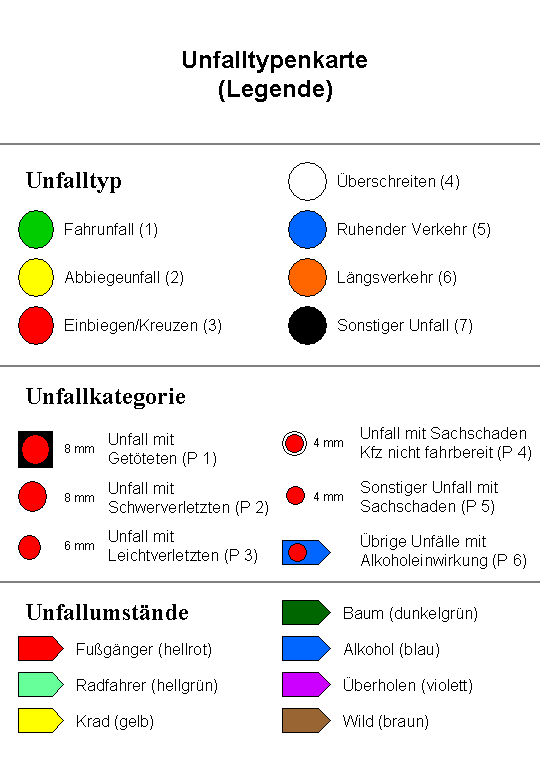
Legende einer Unfalltypenkarte

Auf der Hauptebene werden folgende sieben Unfalltypen unterschieden, welche weiter in der zweiten oder dritten Ebene untergliedert werden können:
Fahrunfall (F) oder (1) – grüne Nadel
Um einen Fahrunfall handelt es sich, wenn ein Fahrer die Kontrolle über das Fahrzeug verliert, weil er die Geschwindigkeit nicht entsprechend dem Verlauf, dem Querschnitt, der Neigung oder dem Zustand der Straße gewählt hat, oder weil er deren Verlauf oder eine Querschnittsänderung zu spät erkannt hat. Fahrunfälle sind nicht immer so genannte Allein-Unfälle, bei denen das Fahrzeug von der Fahrbahn abkommt. Ein Fahrunfall kann auch zu einer Kollision mit anderen Verkehrsteilnehmern führen.
Siehe auch: Zulässige Höchstgeschwindigkeit
Abbiege-Unfall (AB) oder (2) – gelbe Nadel
Um einen Abbiege-Unfall (auch Abbiegeunfall) handelt es sich, wenn der Unfall durch einen Konflikt zwischen einem Abbieger und einem aus gleicher oder entgegengesetzter Richtung kommenden Verkehrsteilnehmer ausgelöst wurde. Das gilt an Einmündungen und Kreuzungen von Straßen, Feld- oder Radwegen sowie an Zufahrten, wie etwa zu einem Grundstück oder einem Parkplatz.
Einbiegen/Kreuzen-Unfall (EK) oder (3) – rote Nadel bzw. Punkt
Um einen Einbiegen/Kreuzen-Unfall handelt es sich, wenn der Unfall durch einen Konflikt zwischen einem einbiegenden oder kreuzenden Wartepflichtigen und einem Vorfahrtberechtigten ausgelöst wurde. Das gilt an Einmündungen und Kreuzungen von Straßen, Feld- oder Radwegen, an Bahnübergängen sowie an Zufahrten wie zum Beispiel von einem Grundstück oder einem Parkplatz.
Überschreiten-Unfall (ÜS) oder (4) – weiße Nadel mit rotem Fähnchen
Um einen Überschreiten-Unfall handelt es sich, wenn der Unfall durch einen Konflikt zwischen einem die Fahrbahn überschreitenden Fußgänger und einem Fahrzeug ausgelöst wurde – sofern das Fahrzeug nicht soeben abgebogen ist. Diese Grundsätze gelten unabhängig davon, ob der Unfall an einer Stelle ohne besondere Einrichtungen für den Fußgängerquerverkehr geschehen ist oder an einem Zebrastreifen, einer lichtzeichengeregelten Fußgängerfurt o. ä.
Unfall durch ruhenden Verkehr (RV) oder (5) – hellblaue Nadel
Um einen Unfall durch ruhenden Verkehr handelt es sich, wenn der Unfall durch einen Konflikt zwischen einem Fahrzeug des fließenden Verkehrs und einem auf der Fahrbahn ruhenden, d. h. einem haltenden oder parkenden Fahrzeug ausgelöst wurde.
Hierzu zählen auch Unfälle, bei denen der fließende Verkehr einen Konflikt mit einem ein- oder ausparkenden Fahrzeug hatte. Es spielt keine Rolle, ob das Halten/Parken erlaubt war oder nicht.
Unfall im Längsverkehr (LV) oder (6) – orange Nadel
Um einen Unfall im Längsverkehr handelt es sich, wenn der Unfall durch einen Konflikt zwischen Verkehrsteilnehmern ausgelöst wurde, die sich in gleicher oder entgegengesetzter Richtung bewegten – sofern dieser Konflikt nicht die Folge eines Verkehrsvorganges ist, der einem anderen Unfalltyp entspricht.

Zu Unfällen im Längsverkehr zählen u. a. Frontalkollisionen und Auffahrunfälle,
Sonstiger Unfall (SO) oder (7) – schwarze Nadel
Hierunter fallen alle Unfälle, die keinem anderen Unfalltyp zuzuordnen sind.